# محمد علیمردانی
محمد علیمردانی (زادهٔ ۶ شهریور ۱۳۷۱ مسجدسلیمان) بازیکن فوتبال اهل ایران است. مردانی سابقه فعالیت در باشگاه فجر سپاسی، همچنین عضویت در تیم ملی فوتبال امید ایران را نیز در کارنامه خود دارا می‌باشد.